# Gaston d'Illiers
Gaston d'Illiers, né le 26 juin 1876 à Boulogne-sur-Mer et mort le 13 novembre 1932 à Orléans, est un sculpteur animalier spécialisé dans les chevaux. Ses statues de chevaux en bronze sont très réalistes.

## Biographie

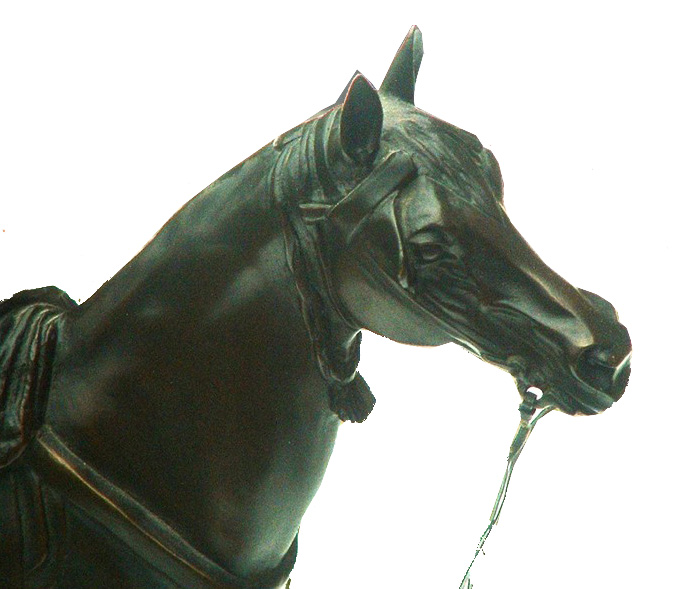
Jument arabe (1925).

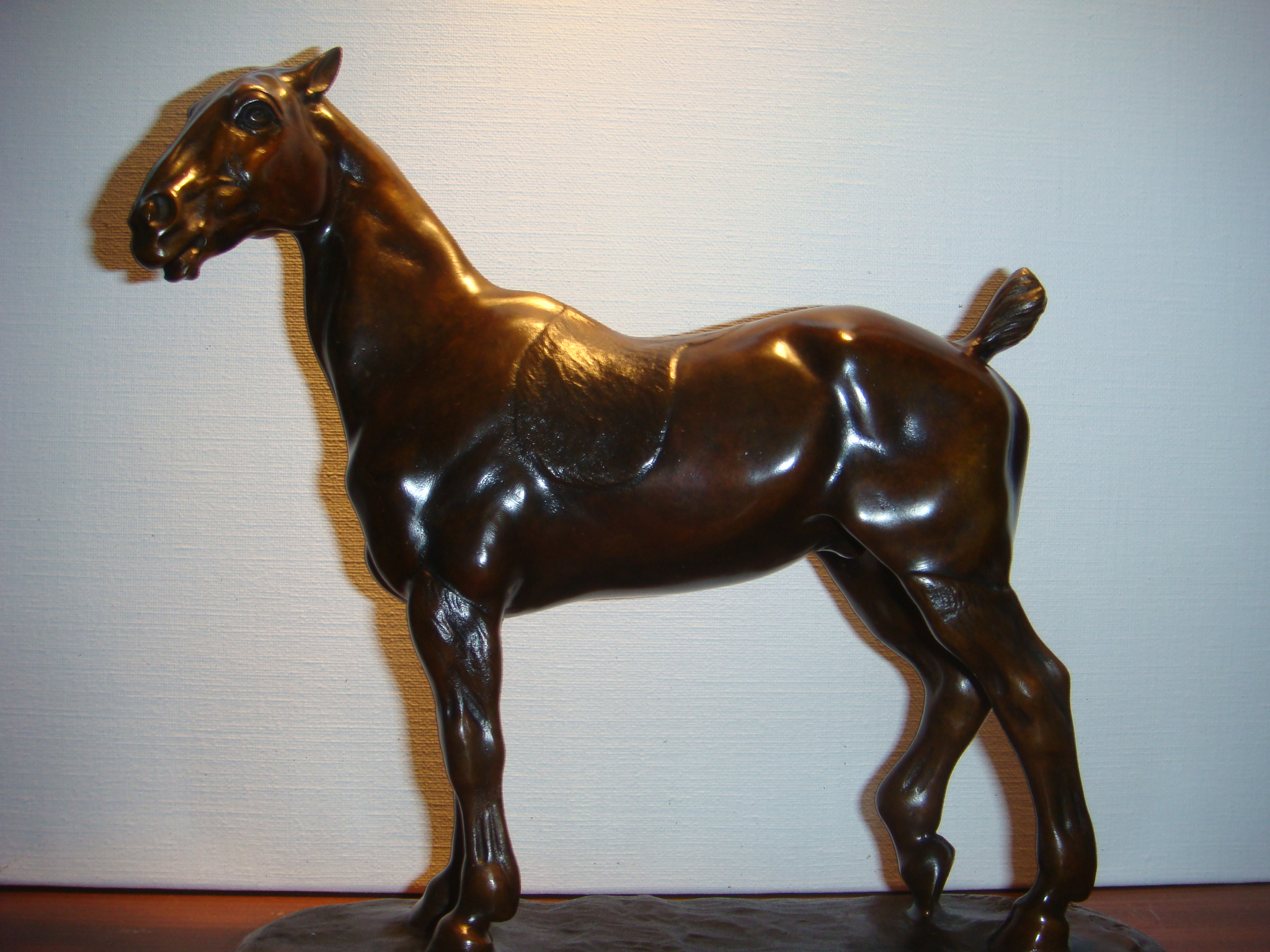
Jack, alias cob tondu (1928).

Gaston d'Illiers a consacré toute sa vie à ses deux passions, le cheval et la sculpture.
Depuis son enfance, il fut avant tout un homme de cheval. À l'adolescence, il découvrit le modelage à la cire et choisit de réaliser des statuettes de chevaux : il avait trouvé sa voie.
Il apprit le métier sous la direction du sculpteur catalan Gustave Obiols, du comte de Ruillé, sculpteur animalier, et du peintre animalier Georges Busson. Il rencontra rapidement le succès et ses œuvres furent exposées au Salon des artistes français de 1899 à 1930. Il exposa dans d'autres salons spécialisés de l'époque, à la Société Canine, aux Artistes Animaliers et surtout au Concours Hippique, où pendant trente ans il présenta plus de cent vingt œuvres. Il organisa des expositions particulières à Orléans. En 1925, il exposa à Paris à la galerie Georges Petit avec André Mahon, autre artiste orléanais. Il fut aussi l'ami de son voisin de Sologne Maurice Bastide du Lude, sculpteur et aquafortiste, à qui il présenta Jeanne Champillou qui devint une fidèle de l'atelier du château du Lude.
Ses œuvres lui valurent une certaine notoriété dans les milieux hippiques et artistiques en Orléanais, voire en France. À l'époque, de nombreux vainqueurs de concours hippique se voyaient attribuer comme prix l'œuvre avant la course. Modeste, Gaston d'Illiers ne rechercha pas la célébrité et ne se lança pas dans de grandes œuvres.
Comte d'Illiers, il mena la vie habituelle des gentilshommes provinciaux de son époque. Il épousa Madeleine de Montmarin et ils eurent cinq enfants. Il vécut toute sa vie dans le Loiret, à part de brefs séjours à Paris et quelques voyages. Il partageait sa vie entre Orléans, rue Chanzy, et Olivet, au château de La Fontaine puis au moulin Saint-Samson.
Chaque hiver, il chassait à courre en Sologne et en forêt d'Orléans, et certaines de ses œuvres sont inspirées par la chasse à courre comme le piqueux, la curée, retour de chasse.
Il fit deux voyages en Algérie, en 1899 et 1910, qui lui inspirèrent plusieurs œuvres parmi les plus appréciées : jument arabe, fauconniers, spahi, fantasia.
Durant la Première Guerre mondiale, il fut incorporé au 8e chasseurs et participa à l'offensive de Champagne du 25 septembre 1915. Une maladie le fit évacuer en 1916 et il termina la guerre à Orléans comme responsable des chevaux du dépôt et de leur dressage. En 1920, il exposa des œuvres inspirées par la guerre comme estafette, groupe des animaux de la guerre.
Il mourut en 1932 d'une fièvre contractée lors d'un trajet à cheval d'Orléans à Olivet. Il est enterré dans la chapelle familiale du cimetière d'Olivet.

## Nature des œuvres
Les œuvres de Gaston d'Illiers sont appréciées par les amoureux des chevaux pour leur précision et leur fidélité à la nature.
Il existe un catalogue raisonné des œuvres réalisées par Gaston d'Illiers. Dans sa vie, en l'espace d'une trentaine d'années, il en créa environ deux cents. Il s'agit de statues de petite taille (sauf exception moins de 50 cm dans les 3 dimensions).

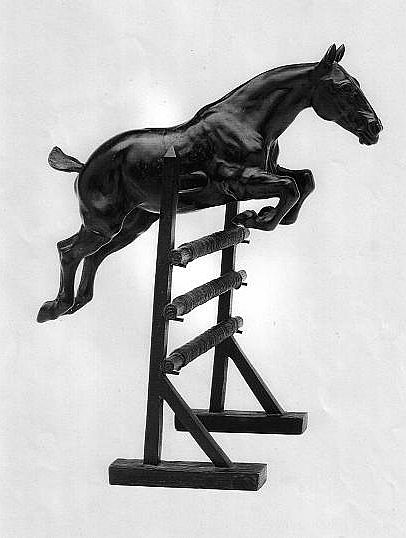
Idylle (1923).

L'original est d'abord sculpté en cire ou en plâtre, puis fondu pour créer sous le contrôle de l'artiste un moule en métal appelé chef modèle. Ce modèle est utilisé par un fondeur pour couler des reproductions en bronze en nombre limité. Les bronzes ainsi réalisés sont vendus, en général à des particuliers ou à des clubs hippiques (pour servir de prix). Le modèle de départ est conservé. La plupart des modèles ont été détruits durant la seconde guerre mondiale. La fabrication des bronzes se poursuit encore aujourd'hui avec quelques modèles.
Les œuvres de Gaston d'Illiers représentent tous les types de chevaux utilisés dans le centre de la France au début du XXe siècle : chevaux de selle, d'attelage, de trait. Diverses races sont représentées : selle français, pur-sang arabe, boulonnais, percheron, pur-sang anglais, et le cob anglais, courant à l'époque. Quand ils sont présents, les personnages – cavalier, cocher, garçon d'écurie – jouent le rôle d'accompagnateur du cheval, qui reste le centre d'intérêt de l'œuvre.
Gaston d'Illiers a très souvent fait le portrait de chevaux vivants. Certains étaient des gagnants de concours hippiques : Idylle, Bulletin rose, Rosetta XIV. D'autres étaient des chevaux appartenant à des connaissances ou qu'il avait montés lui-même : Violette, Jack, Colibri, Esmeralda, Miss, Prince, Dolly, Sydney, sous-off, Lady Hareford, la ruade ou poney Coco ruant, cheval aux champs ou Coquet au trot, cheval sans terrasse ou Sweetheart...

## Œuvres présentes dans les musées et lieux publics
- Gien, musée international de la chasse : Bulletin rose, La curée du renard, Retour de chasse, Veneur à la pipe ;
- Illiers-Combray, musée Marcel Proust : Florent d'Illiers ;
- Mortagne-au-Perche, musée du percheron : Poulinière et son poulain ;
- Nogent-le-Rotrou, musée : Étalon boulonnais ;
- Olivet, centre ville : bas-relief du monument aux morts[6] ;
- Orléans
  - Chambre de commerce et d'industrie du Loiret : Serre-livres aux chevaux et aux chiens ;
  - Musée des Beaux-Arts : Le fardier.
- Paris
  - Musée de la Chasse et de la Nature : Poulinière et son poulain, Après la chasse ;
  - Musée de la Poste : Postillon.
- Saumur, musée du cheval : Jack, Sauteur IX, le général Bourdais à cheval.

## Expositions
Des œuvres de Gaston d'Illiers ont été présentées dans l'exposition Georges Busson et Gaston d'Illiers, artistes animaliers, la passion du cheval organisée par le conseil général du Loiret et le musée de la chasse du château de Gien dans l'église Saint-Germain de Sully-sur-Loire du 15 octobre 2010 au 9 janvier 2011.
Une exposition Gaston d'Illiers, sculpteur olivetain s'est tenue du 21 septembre au 5 octobre 2012, à Olivet, dans l'espace d'exposition Desfriches de la bibliothèque d'Olivet.